# Argumento del tercer hombre
El argumento del tercer hombre es una crítica filosófica a la teoría platónica de las formas. Si un conjunto de entes tiene una propiedad común, ello es en virtud de que participan de una misma Forma (F1). El argumento del tercer hombre muestra que, si aceptamos este supuesto, deberíamos también postular una nueva Forma (F2) de la que participasen, por un lado, las cosas que se asemejan entre sí en una cualidad y, por otro lado, la primera Forma (F1); entonces, a su vez, habría que postular una tercera (F3) de la que participasen las cosas y la segunda (F2), y así ad infinitum. Probablemente, el razonamiento no sea aplicable a todas las Formas. Solo algunas de ellas generan problemas lógicos de autorreferencia que deriven en un bucle infinito. Pero debe tenerse muy presente al combinar dialéticamente unas formas con otras, si se quieren evitar inconsistencias.
El primer expositor de este argumento fue el mismo Platón, quien recomienda no enfrentarse a él hasta ejercitarse suficientemente en el uso del método dialéctico. La versión más conocida del 'tercer hombre' se presenta en su diálogo Parménides, 132a, donde pone en boca del célebre pensador presocrático Parménides de Elea el argumento regresivo, que muestra que, si las cosas grandes son grandes por participar de una Forma de grandeza, sería necesario postular una nueva Forma de grandeza que abarque tanto a las cosas grandes como a la primera Forma postulada. A pesar de que Vlastos ha destacado esta versión del argumento, así como la que remite a lo semejante, no es imposible identificar variantes del tercer hombre específicas para otras Formas.
El argumento fue promovido por Aristóteles (Metafísica 990b17–1079a13, 1039a2; Refutaciones sofísticas 178b36 ff.) quien, en lugar de usar el ejemplo de "grandeza" (μέγεθος), usó el ejemplo de un hombre (de ahí el nombre del argumento) para explicar esta objeción a la teoría, que atribuye a Platón; Aristóteles postula que si un hombre es hombre porque participa de la forma de hombre, entonces se requeriría una tercera forma para explicar cómo el hombre y la forma del hombre son a la vez hombre, y así ad infinitum.

## Primera formulación
La primera formulación del argumento la encontramos en el Parménides 132a1-b2. Allí Parménides hace admitir a Sócrates que la unidad de la Forma que él supone surge de consideraciones como la que sigue: al contemplar las cosas grandes, pareciera que hay cierta forma, que es una y la misma en todas: la de lo grande en sí (132a1-5). Llevando esta premisa a un nivel más formal, podemos formularlo como sigue: Si una serie de cosas a, b, c, ..., n, tienen cierto carácter o propiedad (F), entonces debe haber una Forma (F-idad o F-eza) que nos permita captar dichas cosas como poseyendo el carácter o rasgo mencionado (F).
Luego, en un segundo paso, Sócrates se ve llevado a afirmar que, si miramos como un todo homogéneo a la serie de cosas grandes y a lo grande en sí, necesariamente aparece otra Forma por la cual podemos entender que las cosas grandes y lo grande en sí se nos presentan ambos como grandes (132a5-9). Expresando esto en abstracto: Si la serie a, b, c, F-idad comparten la propiedad F, entonces debe aparecer otra Forma, F2-idad, por la cual captamos a la serie a, b, c y F-idad como entes con la misma propiedad F.
La conclusión no hace más que explicitar que, aceptando estas premisas, se cae en un regressus ad infinitum, puesto que, sobre la grandeza en sí y las cosas que participan de esta grandeza, aparecerá otra Forma de grandeza, y sobre estas, otra. De tal modo que cada Forma no será ya unidad, sino una multiplicidad indeterminada (132a10-b2).
Gregory Vlastos señala que es un supuesto esencial al argumento lo que él llama "autopredicación" de las Formas: cualquier Forma puede ser predicada de sí misma: la Forma de grande es en sí misma grande. F-idad posee como atributo a F. También es necesario suponer que cualquier cosa que posea un determinado carácter o propiedad, no es idéntico con la Forma en virtud del cual nosotros aprehendemos tal carácter: si x posee como atributo F, x no puede ser identificado con F-idad. Explicitando estos dos supuestos, no es necesario, según este especialista, apelar a la demostración indirecta por regressus ad infinitum para mostrar la invalidez de la aceptación de las premisas. Es suficiente con reemplazar la x del segundo supuesto con F-idad: Si F-idad es F, no puede ser idéntica a F-idad. Los supuestos son mutuamente contradictorios.

## Segunda formulación
En el mismo diálogo, Sócrates intenta evitar la contradicción considerando a la Forma como un pensamiento (νόημα) que se da solo en el alma, así cada una de éstas sería una unidad. Pero Parménides muestra que es necesario que este pensamiento tenga un contenido, y que sea este en virtud del cual las cosas múltiples se puedan considerar teniendo un mismo carácter. Este contenido sería la Forma (132b3 - 132c8). Luego de eso se desarrolla la segunda formulación del Argumento del tercer hombre (132d1-133a6).
Ante una nueva dificultad, que se muestra al aplicar la participación de las cosas en la Forma concebida como pensamiento, Sócrates sostiene que la Forma es un modelo (παράδειγμα), y la participación es una semejanza que guardan las cosas con la Forma, por estar hechas a imagen de ella. Formalizando el argumento, podemos decir que si dos cosas, a y b son similares en cuanto a un carácter, debe haber una Forma (F-idad) de las que ambas participan al modo de semejanzas, como copias que se parecen al modelo. Parménides interpreta esta semejanza como una relación recíproca: la Forma se asemeja a las cosas y las cosas a la Forma (Si a se asemeja a F-idad, F-idad se asemeja a a). La consecuencia es que si una cosa (a) y la Forma (F-idad) son similares respecto de un carácter (F), debe haber otra Forma (F1-idad) de la cual ambas participen.
Para Vlastos, esta segunda versión es, en cuanto a su estructura lógica, similar a la anterior, e involucra los mismos supuestos: el de auto-predicación y el de no identidad entre una cosa y la Forma por la cual captamos su carácter o atributo; el argumento muestra la inconsistencia de estos supuestos y el vicio lógico de postular la relación entre cosas y Forma como relación de copias a modelos.

### Estudios críticos
- Sellars, W., "Vlastos and the Third Man", en: The Philosophical Review, Vol. 64, n.º 3 (julio de 1955), pp. 405-437
- Vlastos, G., "The Third Man Argument in the Parmenides", en: The Philosophical Review, Vol. 63, n.º 3 (julio de 1954), pp. 319-34

- Datos: Q681075